# 劇団ショーマ
劇団ショーマ（げきだんショーマ）は、日本で活動していた劇団。

## 概要
1982年、日本大学芸術学部演劇学科に在籍していた高橋いさを（作・演出家）を中心に結成。同年10月、『みらあ』公演で旗揚げ。劇団の名前は「照魔鏡」から取った。
1984年、池袋シアターグリーンで行われた公演『ボクサァ』が、同劇場の主宰する演劇フェスティバルにおいて特別委員賞を受賞。その後『ある日、ぼくらは夢の中で出会う』などの作品により、メタフィクション演劇の若手の旗手として注目される。以来、年2 - 4回のペースで公演を行っていた。
1988年、閉鎖的になりがちな演劇という芸術表現を広く一般に知らしめようという目的のもと、劇団事務所ノースウェットを設立。世間に開かれた娯楽として定着させるべく、プロデュース公演を積極的に推進。高樹澪、伊東たけし、伊能静などの他分野の表現者とも芝居を通じてのコラボレーションを行っている。
2000年『リプレイ』公演をもって活動休止宣言。
2003年、シアターグリーン提携公演として『逃亡者たちの家』を上演。
シアターグリーンファイナルシリーズ招待公演として『VERSUS』を上演。2019年2月5日に公式ホームページを閉じ、解散としている。

## 作品の傾向
高橋いさをの作品群は、大きく以下のように分けられる。
- 登場人物が芝居を演じるうちに、現実と虚構のパラドックスにはまり込んでいく様を描いた「超虚構」（メタフィクション）
- 「超虚構」を踏まえつつも、無対象演技によって拡大された演劇空間を変幻自在に往来する様を描いた「豊かな演劇シリーズ」（荒唐無稽9部作）
- 強大な敵を見失った時代の閉塞感をトリッキーな手法で描いた「ネガティブヒーローシリーズ」
- 物語の持つ神話的な力を再確認する「プロテアン的物語シリーズ」

## 所属俳優
- 川原和久
- 山本満太
- 尾小平志津香
- 木村ふみひで
- 児島功一
- 高橋まさかず
- 南口奈々絵

## 解散前に所属していた俳優
- 玉置いづみ
- 加藤忠可
- センルイトオル（旧芸名は泉類亨）
- 細山毅
- 石橋祐
- 西田薫

## 主な作品
- ある日、ぼくらは夢の中で出会う
- ボクサァ
- けれどスクリーンいっぱいの星
- ウォルター・ミティにさよなら
- アメリカの夜
- 極楽トンボの終わらない明日
- 逃亡者たちの家
- 八月のシャハラザード
- バンク・バン・レッスン
- VERSUS

他